# A Day in the Life
〈A Day in the Life〉는 영국의 록 밴드 비틀즈의 노래로 그들의 1967년 음반 《Sgt. Pepper's Lonely Hearts Club Band》의 마지막 트랙으로 발매되었다. 레논-매카트니 저작자 표기를 따르는데, 절은 대개 존 레논이 작곡했고 폴 매카트니는 주로 곡의 미들 에이트에서 공헌했다. 레논은 당시의 신문 기사에서 가사의 영감을 얻었으며, 여기에는 기네스의 상속자 타라 브라운의 부고 기사가 포함되어 있다. 음원에는 두 악절의 오케스트라 글리산도가 포함되어 있었고, 이는 어느 정도 즉흥적인 아방가르드 스타일로 연주되었다. 곡의 종결부까지 이어지는 일관적인 피아노 코드와 함께 오케스트라 악절은 비틀즈가 주된 리듬 트랙을 녹음한 뒤 추가했다.
"I'd love to turn you on"라는 가사는 마약에 대한 언급으로 유명했고, 때문에 BBC는 당초 곡의 방송을 금지했다. 《Sgt. Pepper》의 발표 이후 〈A Day in the Life〉는 싱글의 B면에 담겨 출시되었고 갖가지 컴필레이션 음반에도 수록되었다. 또 제프 벡, 배리 깁, 피시같은 아티스트 가운데에서 커버되었다. 2008년부터 매카트니는 자신의 라이브 공연에서 곡을 포함했다. 《롤링 스톤》이 엄선한 가장 위대한 곡 목록에서 28위에 올랐고, 같은 잡지에서 선정한 비틀즈 노래 순위에서 정상을 차지했다.

## 배경
존 레논은 1967년 1월 중엽에 〈A Day in the Life〉의 멜로디와 거의 모든 가사를 썼다. 그 직후에 폴 매카트니에게 곡을 선보였고, 그는 미들 에이트 구역에서 기여하게 된다. 1970년 인터뷰에서 레논은 곡에서 자신들이 공헌한 부분에 대해 말을 꺼냈다.
폴과 저는 확실히 함께 일을 했어요. 특히 〈A Day in the Life〉는 두말할 것 없이요 ... 우리가 지금껏 곡을 써온 방식으로 했는데, 글을 쓰는 당신도 알테지만, 쉬운 구간이 있었어요. 예를 들자면 "I read the news today" 기타 등등이요. 그러다가 일에 막혀버리고 아니면 어려움에 봉착했을 때면, 질질 끄는 대신에 일단 내려놓아요. 그 뒤 우리는 함께 만나 절반 정도를 부르고 이에 고무되어 다음 부분, 아니면 그 반대 부분을 써 나가기 시작해요. 폴은 어쩐지 수줍어 했는데, 제 생각에 이미 좋은 곡이었기에 그랬던 것 같아요 ... 그래서 우리는 그의 집에 있는 피아노로 작업했어요. 그가 "과연 할 수 있을까?" 물으면 "물론 할 수 있고말고."라고 대답했죠.

작가 이언 맥도널드에 의하면 〈A Day in the Life〉에는 레논의 LSD 영향력에 대한 폭로가 강하게 드러나 있는데, 노래에서 "다뤄지는 '현실성'의 범위는 오직, 노래의 LSD 폭로가 대개 관찰자의 시각에 달려있다는 것이다." 비틀즈 전기작가 조너선 구드는 "1966년 가을 발매된 많은 야심찬 팝 싱글 가운데에서, 비틀즈에게 어느 것도 비치 보이스의 'Good Vibrations' 이상의 영향을 주지 못했다"고 서술했다. 1968년판 《재즈 & 팝》의 저자 진 스큐래티는 싱글을 "궁극의 스튜디오 내 제작 여행"으로 칭했고 이것의 영향은 〈A Day in the Life〉 같은 곡 등에서 나타났다고 덧붙였다.

## 가사

### 타라 브라운
레논에 의하면 가사의 첫 두 소절은 타라 브라운의 죽음에서 영감을 얻었다. 타라 브라운은 21세의 기네스 재산 상속인이었는데, 1966년 12월 18일 얼스 코트 레드클리프 가든에서 로터스 앨란을 주행하던 가운데 차 사고로 숨졌다. 브라운은 레논과 매카트니의 친구였고, 1966년 초에는 매카트니의 첫 LSD 복용을 부추기기도 했다. 레논은 곡에 나오는 구절 가사를 1967년 1월 17일호 《데일리 메일》에서 가져왔다. 해당 신문은 브라운의 두 자녀의 양육권에 관한 법적 조치가 이루어졌다는 보도를 했다.
북런던의 매카트니 자택에서 가진 작사 세션에서 레논과 매카트니는 가사를 미세조정했는데, 작가 하워드 사우네즈가 사용한 것과 유사한 잘라내기 기법을 사용했으며, 이것은 윌리엄 버로우에 의해 유행하기도 했다. "저는 그 사고를 모방할 생각은 없었어요."라고 레논은 말했다. "타라는 분명 취한 상태가 아니었지만, 절을 쓸 당시 저는 그 생각을 품고 있었어요. 사건의 상세내용이 곡 안에 있었는데—교통 신호등의 신호나 사고현장의 군중은 제외하고요—마찬가지로 허구의 일부에요." 매카트니는 이 주제를 이렇게 설명했다. "저희가 절에서 함께 쓴 것은, 차 안의 몽롱한 상태의 정치인이었는데, 기네스 상속자 타라 브라운을 뜻하는 것이었어요. 근데 저는 분명 그것을 작곡할 즈음에도 정말 그렇다고 믿지 않았어요. 제 머릿속에서는 타라에 대한 것이 아니라고 생각했죠. 존의 머리에서는 그랬을지도요. 제가 상상한 것은 마약으로 망가진 정치인이었고, 신호등 불빛을 보고 정차했는데, 그 빛이 바뀌었다는 것을 알아채지 못한 사람이었어요. 'blew his mind'는 분명한 마약 언급이지만 차 사고와는 관련이 없어요."

### "4,000개의 구멍"
레논은 노래의 마지막 절을 신문 《퍼 & 니어》의 단신에서 영감을 받았으며, 또 같은 일자의 1월 17일호 《데일리 미러》가 첫 번째 두 절에 영감을 주었다. "우리 도로 위의 구멍들" 표제 아래 간략한 개요가 다음과 같이 게재되었다. "랭커셔 주 블랙번에 있는 도로에는 4,000여개의 구멍이 존재하는데, 의회 조사에 따르면 이는 인구 한 명당 26분의 1의 구멍이 있는 수치라고 합니다. 이번 블랙번 사태가 전형적인 것이라면, 영국 내 도로에는 2백만개의 구멍이 존재하며 런던에는 300,000개가 존재한다고 합니다."

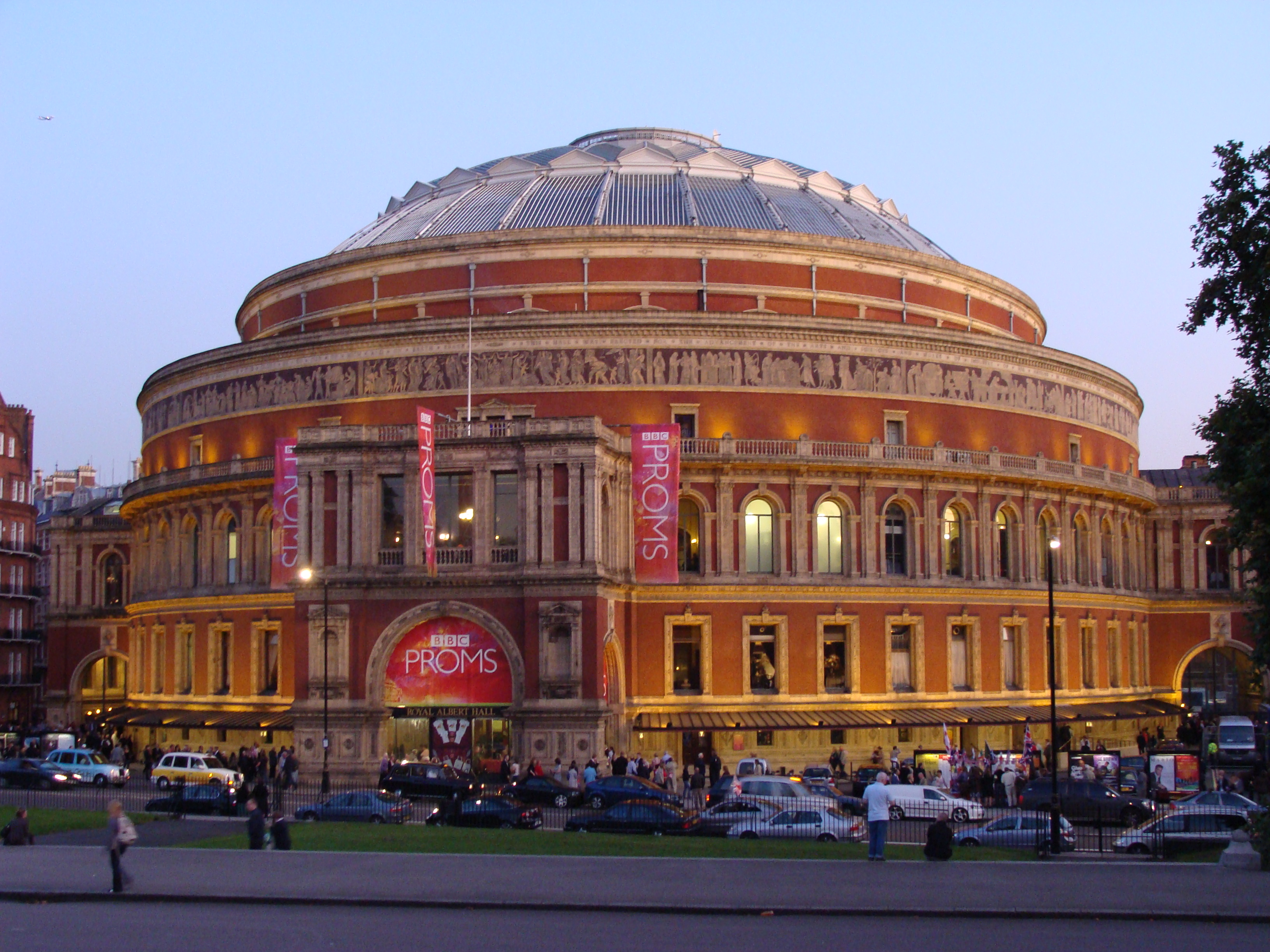
레논은 로열 앨버트 홀에 대한 언급을 넣었다. 이곳은 빅토리아 시대 런던의 상징이며 대개 클래식 음악 공연이 이뤄지는 콘서트 장소였다.

이 이야기는 맨체스터 지부 《데일리 미러》가 블랙번의 스타 뉴스 에이전시인 론 케네디로부터 사들인 것이다. 케네디는 《랭커셔 이브닝 텔레그래프》에 도로 공사와 버로우 엔지니어 부서에게 매년 걸려오는, 길 위에 구멍이 다수 있다는 전화를 제보했다. 레논은 마지막 절의 단어에서 애를 먹었는데, "Now they know how many holes it takes to"와 "the Albert Hall"을 어떻게 해도 연결시킬 방법이 떠오르지 않았다. 그의 친구 테리 도란이 앨버트 홀이 구멍으로 "가득했다"고 하라며 제안했다.

### 마약 문화
매카트니는 절 구간에 포함되어 있는 "I'd love to turn you on"라는 가사에 대해 이렇게 설명했다. "당시는 팀 리어리의 'Turn on, tune in, drop out'의 시대였고, 우리는 그것을 'I'd love to turn you on'이라 적은 것입니다. 존과 저는 서로 다 안다는 표정을 지었죠. '아하, 이거 마약 노래구나. 알고 있었지? 조지 마틴은 비틀즈가 "사라져서 무언가 뻐금대"곤 한 행동을 기억하고는, "found my way upstairs and had a smoke"이라는 가사를 마약에 대한 언급이라고 추론했다. 비틀즈는 대마초를 피운 것으로 보이는데 마틴 앞에서는 피우지 않았다. 매카트니는 이후 회고했다. "[마틴이] 페퍼의 TV 프로그래밍을 작업하고 있을 때, 그가 내게 물었던 것이 '페퍼는 어디서 영감을 얻은 거니?'였는데요, 저는 '그게 말이죠, 조지. 마약, 구체적으로 대마초에요'라고 대답했어요. 그러자 조지는 말했어요. '아니, 아니. 그걸 모든 것에 갖다 붙일 순 없어.' '아뇨, 할 수 있어요.' 페퍼 상사는 마약 음반인걸요."

## 참여 인원
| 비틀즈 - 존 레논 – 리드 보컬 (버스), 어쿠스틱 기타, 피아노 (마지막 코드) - 폴 매카트니 – 리드 보컬 (미들 에이트), 피아노 (전반과 마지막 코드), 베이스 기타 - 조지 해리슨 – 마라카스 - 링고 스타 – 드럼, 콩가, 피아노 (마지막 코드) 제작 - 조지 마틴 – 프로쥬서, 하모늄 (마지막 코드) - 제프 에머릭 – 엔지니어, 믹싱 편곡 - 조지 마틴 오케스트라 편곡 - 조지 마틴 지휘 (폴 매카트니와 번갈아 함) 추가 음악가 - 말 에번스 – 알람 시계, 박자, 피아노 (마지막 코드) - 존 마슨 – 하프 - 에리히 그루엔버그, 그랜빌 존스, 빌 모나, 저건 헤스, 한스 가이거, D. 브레들리, 라이어널 벤틀리, 데이비드 맥컬럼, 도날드 윅스, 헨리 대타이너, 시드니 색스, 어니스트 스콧, 캐롤스 빌라 – 바이올린 | - 존 언더우드, 그웬 에드워즈, 버나드 데이비스, 존 믹 – 바이올린 - 프란시스코 개바로, 데니스 비게이, 앨런 다지엘, 알렉스 니포시 – 첼로 - 시릴 맥 아서, 코든 피어스 – 더블 베이스 - 로저 로드 – 오보에 - 바실 츠카이코브, 잭 브라이머 – 클라리넷 - N. 파우셋, 앨프리드 워터스 – 바순 - 클리포드 세빌, 데이비드 샌드먼 – 플루트 - 앨런 시빌, 네일 샌더스 – 프렌치 혼 - 데이비드 맨슨, 몬티 몽고메리, 해롤드 잭슨 – 트럼펫 - 레이먼드 브라운, 레이먼드 프렘루, T. 무어 – 트롬본 - 마이클 바네스 – 튜바 - 트리트턴 프라이 – 티파니 - 마리케 코그 – 탬버린 |

## 참고 문헌
- The Beatles (2000). 《The Beatles Anthology》. San Francisco, CA: Chronicle Books. ISBN 0-8118-2684-8.
- Everett, Walter (1999). 《The Beatles as Musicians: Revolver Through the Anthology》. New York, NY: Oxford University Press. ISBN 978-0-19-512941-0.
- Harris, John (March 2007). “The Day the World Turned Day-glo!”. 《Mojo》. pp. 72–89.
- Hertsgaard, Mark (1996). 《A Day in the Life: The Music and Artistry of the Beatles》. London: Pan Books. ISBN 0-330-33891-9.
- Inglis, Ian (2008). 〈Cover story: magic, myth, and music〉.   Julien, Olivier. 《Sgt. Pepper and the Beatles: It Was Forty Years Ago Today》. Ashgate. ISBN 978-0-7546-6708-7.
- Lewisohn, Mark (2005) [1988]. 《The Complete Beatles Recording Sessions: The Official Story of the Abbey Road Years 1962–1970》. London: Bounty Books. ISBN 978-0-7537-2545-0.
- MacDonald, Ian (2005). 《Revolution in the Head: The Beatles' Records and the Sixties》 3판. Chicago Review Press. ISBN 978-1-55652-733-3.
- Moore, Allan (1997). 《The Beatles: Sgt. Pepper's Lonely Hearts Club Band》. Cambridge University Press. ISBN 978-0-521-57484-6.
- Norman, Philip (2016). 《Paul McCartney: The Biography》. New York, NY: Little, Brown and Company. ISBN 978-0-316-32796-1.
- Ryan, Kevin; Kehew, Brian (2006). 《Recording the Beatles》. Curvebender. ISBN 978-0-9785200-0-7.
- Riley, Tim (2002) [1988]. 《Tell Me Why: A Beatles Commentary》. Cambridge, MA: Da Capo Press. ISBN 978-0-306-81120-3.
- Schaffner, Nicholas (1978). 《The Beatles Forever》. New York, NY: McGraw-Hill. ISBN 0-07-055087-5.
- Sounes, Howard (2010). 《Fab: An Intimate Life of Paul McCartney》. London: HarperCollins. ISBN 978-0-00-723705-0.
- Winn, John C. (2009). 《That Magic Feeling: The Beatles' Recorded Legacy, Volume Two, 1966–1970》. New York, NY: Three Rivers Press. ISBN 978-0-307-45239-9.
- Womack, Kenneth (2007). 《Long and Winding Roads: The Evolving Artistry of the Beatles》. Continuum. ISBN 978-0-8264-1746-6.